# Ngozi Ezeonu
Ngozi Ezeonu (de nacimiento Ngozi Ikpelue, 23 de mayo de 1965) es una actriz y experiodista nigeriana, conocida por interpretar personajes maternos en las películas de Nollywood. En 2012, protagonizó Adesuwa, actuación que le valió una nominación como Mejor Actriz de Reparto en la octava edición de los Premios de la Academia del Cine Africano.

## Biografía
Ezeonu nació en Owerri. Antes de alcanzar la fama como actriz, estudió periodismo en el Instituto Nigeriano de Periodismo y trabajó para Radio Lagos y Eko FM.

## Carrera
Es conocida por interpretar personajes maternos. En 1993, el veterano director de cine Zeb Ejiro le ofreció un papel secundario como Nkechi, en el éxito de taquilla igbo Nneka The Pretty Serpent. A esto le siguió su papel en Glamour Girls de 1994 como Thelma, una mujer de la alta sociedad que se gana la vida como cortesana.

## Filmografía
Ha participado en más de 150 películas de Nollywood, entre las que se incluyen:
- Nneka the Pretty Serpent
- Shattered Mirror
- The Pretty Serpent
- Tears of a Prince
- Cry of a Virgin
- Abuja Top Ladies
- Family Secret
- The Confessor
- Bedevil// Directed by Mayor Ofoegbu
- The Kings and Gods
- Zenith of Sacrifice
- A Drop of Blood
- Divided Kingdom
- Diamond Kingdom
- God of Justice